# Callum Hulme
Callum Jake Hulme (sinh ngày 10 tháng 11 năm 2000) là một cầu thủ bóng đá người Anh thi đấu ở vị trí tiền vệ cho câu lạc bộ Premier League Leicester City. Từng là cầu thủ trẻ tại Manchester City, anh đến Bury ngày 27 tháng 2 năm 2017 để bắt đầu học bổng hai năm thi đấu. Thi đấu thường xuyên ở đội trẻ Bury, Hulme kí bản hợp đồng toàn thời gian với câu lạc bộ ngày 26 tháng 1 năm 2019. Anh đã có màn ra mắt đội một tại an EFL League Two trước Grimsby Town ngày 8 tháng 9 năm 2018, giúp Bury có chiến thắng 4-0.

## Thống kê sự nghiệp
Tính đến trận đấu diễn ra ngày 9 tháng 3 năm 2019
| Câu lạc bộ          | Mùa giải            | Giải quốc nội       | Giải quốc nội | Giải quốc nội | Cúp FA  | Cúp FA    | League Cup | League Cup | Khác    | Khác      | Tổng    | Tổng      |
| Câu lạc bộ          | Mùa giải            | Hạng đấu            | Số trận       | Bàn thắng     | Số trận | Bàn thắng | Số trận    | Bàn thắng  | Số trận | Bàn thắng | Số trận | Bàn thắng |
| ------------------- | ------------------- | ------------------- | ------------- | ------------- | ------- | --------- | ---------- | ---------- | ------- | --------- | ------- | --------- |
| Bury                | 2018-19             | EFL League Two      | 1             | 0             | 0       | 0         | 0          | 0          | 3       | 0         | 4       | 0         |
| Tổng cộng sự nghiệp | Tổng cộng sự nghiệp | Tổng cộng sự nghiệp | 1             | 0             | 0       | 0         | 0          | 0          | 3       | 0         | 4       | 0         |

1. ↑  Số lần ra sân ở EFL Trophy.